# Peltula placodizans
Peltula placodizans är en lavart som först beskrevs av Alexander Zahlbruckner, och fick sitt nu gällande namn av Wetmore. Peltula placodizans ingår i släktet Peltula och familjen Peltulaceae.   Inga underarter finns listade i Catalogue of Life.